# Sylar
Gabriel Gray, azaz Sylar egy kitalált szereplő a Hősök (Heroes) című televíziósorozatban, akit Zachary Quinto alakít. Sylar egy emberfeletti képességekkel rendelkező sorozatgyilkos, aki különleges képességű emberekre vadászik.
Sylarről először a „Ne nézz vissza!” című, 2. epizódban, egy gyilkossági helyszínen esik szó. Ezután több részben is megjelenik, de arca felismerhetően első alkalommal csak a 10. epizódban látható.
|  | Alább a cselekmény részletei következnek! |

## Képességei
Sylar eredeti képessége az, hogy az összetett, absztrakt problémákat átlátja, és pillanatok alatt megoldja őket. Ez a képesség segítette őt órásmesterként, és számára is ekkor tűnt fel először, hogy tehetsége van a bonyolult rendszerek átlátásához.
Mikor első áldozata, Brian Davis ellátogat hozzá és bemutatja neki telekinetikus tudását, Sylar meglátja a genetikai különbséget kettőjük között, és módszert dolgoz ki, hogy megszerezze az alany képességét. Az áldozat megölése után, annak agyát részletesen áttanulmányozza. Az adott képesség forrásának megértését követően a képességre vonatkozó genetikai sajátosságokat beépíti a saját DNS-ébe.
Az alábbi különleges képességeket szerezte meg Sylar gyilkosságok útján (kivéve elektromosság) (időrendben):
- telekinézis (Brian Davis)
- a dolgok eltörése (Trevor Zeitlan)
- fagyasztás (angolul cryokinesis) (James Walker)
- kiterjedt memória (Charlie Andrews)
- molekulaszerkezet manipuláció (Zane Taylor)
- kifinomult hallás (Dale Smither)
- jövőbe látás (prekogníció) (Isaac Mendez)
- radioaktív sugárzás manipuláció (Ted Sprague)
- spontán regeneráció (Claire Bennet)
- anyagátalakítás (alkímia,csak arannyá) (Robert Bishop)
- hang manipuláció (Jesse Murphy)
- elektromosság manipuláció (Elle Bishop)
- hazugság detekció (Sue Landers)
- tárgyak elporlasztása (ismeretlen nevű idős férfi)
- alakváltás (James Martin)

Sylarnek ezeken kívül még több ismeretlen képessége is lehet, mivel léteztek olyan áldozatai, akiktől még nem lehet tudni milyen képességeket vehetett el az agy tanulmányozásával.

## Sylar gyilkosságai
Sylar számos emberölést követett el, általában ez az áldozat agyának eltávolításával jár. Célpontjai olyan emberek, akik maguk is rendelkeznek valamilyen különleges képességgel. Ugyanakkor, ha szükségesnek látja, másokat is megtámad.
A személyeket, akiknek a halála Sylarhez köthető, és akiknek képességét megszerezte (ha volt nekik), haláluk kronológiai sorrendjében az alábbi táblázat tartalmazza.
| Karakter                                 | Képesség                        | Epizód vagy képregény cím | Megjegyzések |  |
| ---------------------------------------- | ------------------------------- | ------------------------- | --- |  |
| Brian Davis                              | telekinézis                     | Hat hónappal ezelőtt      | Sylar az ő képességével próbálta bizonyítani Chandra Suresh-nek, hogy ő is különleges. Brian megölése után Sylarnek nagyon nagy volt a bűntudata, ezért felakasztotta magát (Elle Bishop mentette meg). |  |
| Trevor Zeitlan                           | dolgok eltörése                 | Villians                  | Elle mutatta be Sylarnek, mert meg akarták tudni Noah Bennettel, hogyan veszi át a képességeket. Sosem láthattuk Sylart ezt a képességet használni. |  |
| David                                    | ismeretlen                      | Turning Point             | Sylar Chicagóban gyilkolta meg. |  |
| Chandra Suresh                           | nincsen                         | 7 perc éjfélig            | Mohinder álmában látja a megtörtént eseményt. |  |
| James Walker                             | fagyasztás                      | Ne nézz vissza!           | A testét megfagyva találják meg. Később Sylar kísérletet tesz Walkerék lányának elrablására miközben a kislányt kihallgatják az FBI-nál. |  |
| Mrs. Walker                              | nincsen                         | Ne nézz vissza!           | Nem távolította el az agyát. |  |
| Név nélküli áldozat Barstowban           | ismeretlen                      | Ne nézz vissza!           | Audrey Hanson említi meg a halálát a „Ne nézz vissza!” című epizódban. Elmondja, hogy ugyanúgy halt meg, ahogy Sylar többi áldozata. |  |
| Név nélküli rendőrtiszt                  | nincsen                         | Egy hatalmas ugrás        | Az epizód egyik kivágott jelenetében látható, megfagyva. |  |
| Név nélküli FBI-ügynök                   | nincsen                         | Egy hatalmas ugrás        | |  |
| Charlie Andrews                          | kiterjedt memória               | 7 perc éjfélig            | Később Hiro Nakamura visszautazik az időben és megmenti Sylar elől |  |
| Jackie Wilcox                            | nincsen                         | A diáknap                 | Összetévesztette Claire Bennettel. |  |
| Hank                                     | nincsen                         | Kelepcében                | |  |
| Név nélküli kamionsofőr                  | nincsen                         | Road Kill                 | |  |
| Zane Taylor                              | molekulaszerkezet manipuláció   | Menekülj!                 | Miután megöli Zane-t, felveszi a személyazonosságát, hogy megtévessze Mohinder Suresht. |  |
| Dale Smither                             | kifinomult hallás               | Váratlan                  | Sylarnek gondot okoz a képesség kontrollálása, eleinte szörnyű fejfájás gyötri és a hangokra rendkívül érzékeny lesz. Mohinder Suresh egy hangvillát használ a vallatására. |  |
| Isaac Mendez                             | jövőbe látás                    | 0,07%                     | Isaac előre látta az eseményt és festményeket is készített róla. Peterhez hasonlóan Sylar is már kezdettől fogva drog nélkül használja a képességet. |  |
| Virginia Gray                            | nincsen                         | A neheze                  | Sylar dulakodás közben véletlenül szíven szúrja anyját egy ollóval, majd ezután az ő vérével fest meg egy jövőbeli eseményt. |  |
| Ted Sprague                              | radioaktív sugárzás manipuláció | Fölényes győzelem         | Sylar megadja a rendőrségnek Ted tartózkodási helyét, majd később megtámadja a rabszállítót. |  |
| Candice Wilmer                           | illúzió keltés                  | Rokonlélek                | Sylar sebesülése után nem tudja használni képességeit. Megöli Candice-t de utána az ő képességét sem tudja kipróbálni. |  |
| Derek                                    | nincsen                         | Kedves idegenek           | Sylar megakadályozza, hogy Derek értesítse a rendőrséget Maya és Alejandro hollétéről. |  |
| Jesse Murphy                             | hang manipuláció                | The Second Coming         | Sylar nem tudott küzdeni az "éhsége" ellen, így Jesse-t megölte, a többi bűnözőt pedig futni hagyta. |  |
| Bob Bishop                               | anyagátalakítás                 | The Butterfly Effect      | Bob akkor válik Sylar áldozatává, amikor Sylar megtámadja a Társaság főhadiszállását. |  |
| Elle Bishop                              | elektromosság manipuláció       | The Eclipse, Part 2       | Valószínűleg nem a képessége miatt ölte meg, mivel az már megvolt neki (bár lehet hogy a magasabb szintű használatának elsajátításáért akarta megérteni a képesség működését), hanem lehetséges, hogy meg akarta tudni, hogy valójában Angela és Arthur Petrelli-e a szülei. Az is lehetséges, hogy egyik fentebb említett ok sem helyes. |  |
| Sue Landers                              | hazugság detekció               | Our father                | Azért ölte meg, mert a képességével meg akarta tudni, hogy valóban Arthur Petrelli-e az apja. Pont születésnapján lett az áldozata Sylar-nek. |  |
| név nélküli munkatársa Sue Landers-nek 1 | nincs                           | Our father                | Éppen rányitottak Sylarre, mikor Sue Landers agyát tanulmányozta. |  |
| név nélküli munkatársa Sue Landers-nek 2 | nincs                           | Our father                | Éppen rányitottak Sylarre, mikor Sue Landers agyát tanulmányozta. |  |
| név nélküli munkatársa Sue Landers-nek 3 | nincs                           | Our father                | Éppen rányitottak Sylarre, mikor Sue Landers agyát tanulmányozta. |  |
| Arthur Petrelli                          | képességek "ellopása"           | Our father                | A Peter által kilőtt golyót megállította, majd tovább engedte, miután Sue Landers képességével megtudta, hogy Arthur nem az apja. A képességét nem vette át. |  |
| James Martin                             | alakváltó                       |                           | Danko kérésére úgy ölték meg hogy Sylar alakjában legyen így el tudják hitetni az emberekkel hogy meghalt |  |
| Nathan Petrelli                          | repülés                         |                           | elvágja Nathan torkát, majd akarat ellenére Matt Parkman törli az emlékeit így azt hiszi ő Nathan Petrelli és felveszi a külsejét |  |

### Alternatív jövő
Amikor Hiro és Ando megérkeznek a jövőbe a robbanás időpontja után öt évvel, megtudják, hogy Sylart tartják a felelősnek a New York-i robbanásért és több millió ember haláláért, de ez valójában nem az ő bűne. A robbanás után a nyilvánosság elé került a különleges képességű emberek létezése és a közvélemény ellenük fordult, terroristáknak kiáltva ki őket.
Nathan Petrelli az Amerikai Egyesült Államok elnöke lett, ahogyan azt Isaac Mendez is megjósolta. Petrelli, látszólag a közvélemény nyomásának engedve olyan törvényeket fogadtat el, amelyek tiltják a különleges képességű emberek reprodukcióját és szigorú katalogizálásukat rendelik el. Emellett az elnök Mohinder Suresh professzort olyan eljárás kidolgozásával bízza meg, amely kitörli a képességek genetikai kódját az emberek génállományából. Miután a kutatások kudarcba fulladnak, Petrelli végső megoldásként a különleges emberek kiirtását szorgalmazza, amit a sikertelen génkezelés mellékhatásaként akar eltussolni. Állítása szerint csak így érhető el a célul kitűzött világbéke.
Petrelli az elmúlt öt évben folyamatosan kerestette lányát, Claire-t, akit nevelőapja megpróbált elbújtatni. Az elnöknek dolgozó Matt Parkman végül megtalálja a lányt és Petrelli elé viszi. Az elnök ekkor felfedi számára, hogy ő valójában Sylar, aki eddig az apjaként mutatkozott, és megöli Claire-t, hogy elrabolja tőle a spontán regeneráció képességét. Sylar valódi célja az, hogy a többi különleges képességű ember kiirtásával ő legyen a leghatalmasabb ember a Földön.
Sylar korábban megölte Candice Wilmert és megszerezte az illúziókeltés képességét, aminek segítségével az Egyesült Államok elnökének adta ki magát miután megölte Nathant és megszerezte a repülés képességét is. D.L. Hawkins képességét is átvette, és lehetséges, hogy D.L. fia, Micah Sanders sem a robbanásban vesztette életét.
Amikor Peter Petrelli, a jövőbeli Hiro és Ando megpróbálják elérni, hogy a fogságba esett Hiro visszatérhessen a múltba, hogy megakadályozza a robbanást, Sylar közbelép. Felfedi magát Peter előtt is és megütköznek egymással.